# Norbornadiene
Il norbornadiene (nome sistematico: biciclo[2.2.1]epta-2,5-diene) è un composto organico di formula C7H8. È un idrocarburo diolefinico biciclico avente uno scheletro analogo a quello del norbornano ed è un liquido incolore in condizioni ambiente. La sua molecola può pensarsi derivata da un'addizione formale di un metilene alla molecola del benzene nelle posizioni 1 e 4, oppure dall'addizione (reale) di acetilene al ciclopentadiene, reazione che effettivamente si impiega per la sua sintesi (reazione di Diels-Alder) ed esso stesso si comporta da dienofilo in tali reazioni con dieni coniugati.
Oltre che in chimica organica, il norbornadiene riveste particolare interesse anche in chimica organometallica come legante diolefinico (η4) per centri metallici in basso stato di ossidazione, con i quali entra a far parte di svariati complessi; forma anche diversi complessi come legante a ponte tra due centri metallici; in diversi casi questi complessi vengono utilizzati in catalisi omogenea.
Il norbornadiene è un isomero strutturale, tra gli altri, del toluene, del cicloeptatriene e del quadriciclano ed è una molecola disponibile in commercio.

## Proprietà e struttura molecolare
Pur essendo una molecola cineticamente stabile in condizioni ambiente, il norbornadiene è un composto endotermico: ΔHƒ° = +213,8 kJ/mol, ma comunque alquanto più stabile dell'isomero quadriciclano (ΔHƒ° = 302,1 kJ/mol), nel quale può essere trasformato fotochimicamente (vide infra). A temperatura ambiente si presenta come un liquido incolore, volatile e infiammabile, di odore sgradevole e praticamente insolubile in acqua; è completamente solubile in toluene, è solubile in benzene, etere, alcool e acetone.
La molecola del norbornadiene ha una struttura a gabbia biciclica con due doppi legami isolati (non coniugati), come nell'1,4- cicloesadiene. La simmetria molecolare appartiene al gruppo puntuale C2v. Nonostante sia un idrocarburo, ha un tenue momento dipolare, pari a 0,06 D. È una molecola in notevole tensione sterica, stimata in 32,3 kcal/mol.
Il potenziale di ionizzazione calcolato per la molecola è di 8,38 ± 0,04 eV, un po' minore rispetto a quello dell'1,4-cicloesadiene (8,82 eV), anch'esso con i doppi legami non coniugati. La sua affinità protonica, una misura della sua basicità intrinseca, ammonta a 849,3 kJ/mol, contro 837 kJ/mol dell'1,4-cicloesadiene.

### Parametri strutturali
Da indagini spettroscopiche rotazionali sul norbornadiene in fase gassosa nella regione delle microonde sono stati ricavati i valori per le principali distanze di legame (r), ed angoli di legame (∠); sono riportati qui di seguito alcuni valori significativi:
r(C2=C3) = 133,62 pm, r(C1–C2) = 153,04 pm, r(C1–C7) = 155,67 pm,
r(C1–H) = 109,03 pm, r(C2–H) = 108,09 pm, r(C7–H) = 109,54 pm
∠C1–C2=C3 = 107,13°, ∠C1–C7–C4 = 91,90°, ∠C2–C1–C6 = 107,58°.
I legami C-H hanno lunghezza pressoché normale e quelli C=C sono praticamente uguali al valore normale (134 pm); i legami C–C sono un po' più lunghi (~ 2 pm) di quanto atteso per legami semplici tra C(sp3) e C(sp2) (~ 151 pm).
Tuttavia, sono gli angoli di legame a mostrare importanti deviazioni dai valori attesi: gli angoli C–C=C sono notevolmente più stretti rispetto al valore ottimale di 120° per un C(sp2); inoltre, soprattutto l'angolo sull'atomo di carbonio apicale (C7) è tanto più stretto rispetto ai 109,5° per un C(sp3); tutto questo è alla base della tensione sterica riscontrata.

## Sintesi
Il norbornadiene si forma con una reazione di Diels-Alder tra ciclopentadiene e acetilene:
L'altra via teoricamente possibile per giungere al norbornadiene, quella dell'addizione 1,4 del carbene metilenico al benzene non è utile perché porta invece principalmente a un'addizione 1,2 per dare il norcaradiene come intermedio instabile che in quelle condizioni si isomerizza rapidamente a dare il cicloeptatriene e, in parte, porta a un'addizione a un legame C–H per dare toluene.

## Reattività
Il norbornadiene è stato molto studiato per la sua elevata reattività e per la sua caratteristica strutturale di essere un diene che non può isomerizzare (regola di Bredt, di cui esso è un classico esempio).
Il norbornadiene può essere idrogenato cataliticamente per dare in un primo stadio il norbornene (con particolari precauzioni), e poi infine il norbornano. La reazione è molto favorita termodiamicamente, con ΔHr° = -292 kJ/mol.
Pur non avendo nella molecola gruppi elettron attrattori, funge da dienofilo nelle reazioni di Diels-Alder, e lo può fare con uno o entrambi i suoi doppi legami; a tal proposito, la sua reazione con l'esaclorociclopentadiene è stata usata per ottenere il pesticida Aldrin.
Il quadriciclano, un isomero saturo del norbornadiene, con due cicli a tre termini invece di due doppi legami, e anch'esso avente simmetria C2v, può essere ottenuto dal norbornadiene per reazione fotochimica in presenza di un sensibilizzatore come l'acetofenone:
La coppia norbornadiene-quadriciclano è di interesse come possibile metodo per immagazzinare energia solare: l'energia di tensione contenuta nei legami del quadriciclano viene rilasciata nella reazione inversa, termicamente favorita, per tornare a norbornadiene. La reazione diretta è infatti endotermica, ΔHƒ°(quadriciclano) = 302,1 ±2,2 kJ/mol > 213,8 kJ/mol del norbornadiene; l'energia necessaria è fornita dalla radiazione elettromagnetica impiegata nella fotolisi.
Sottoposto a pirolisi, il norbornadiene risulta essenzialmente stabile fino a ~ 600 K (327 °C); a temperature più alte inizia a decomporsi principalmente secondo la reazione retro Diels-Alder, eliminando acetilene e riformando il ciclopentadiene, ma in parte si isomerizza a toluene, un altro suo isomero. A temperature un po' più alte, oltre al canale di reazione della retro Diels-Alder, diviene importante il canale che porta all'isomerizzazione a cicloeptatriene e a 450 °C la formazione di quest'ultimo raggiunge e un po' supera l'altro canale.
Il norbornadiene può dare reazioni di cicloaddizione ed è anche il materiale di partenza per la sintesi di diamantano e sumanene, ed è usato come agente di trasferimento di acetilene, ad esempio nella reazione con la 3,6-di-2-piridil-1,2,4,5-tetrazina.

### Come legante
Il norbornadiene è un legante versatile in chimica metallorganica, dove può agire come donatore ad un centro metallico di due o di quattro elettroni avendo due doppi legami non coniugati che non possono riarrangiarsi alla struttura coniugata (Bredt), il che comporta qualche differenza a livello sterico nell'approccio al centro metallico.
il norbornadiene, riscaldato con il ferro pentacarbonile, dà il complesso (norbornadiene)Fe(CO)3 che, per trattamento con acidi forti, si protona sull'atomo di ferro dando il complesso cationico [(norbornadiene)Fe(H)(CO)3]+. Un altro esempio è il tetracarbonil(norbornadiene)cromo(0), che è una utile fonte di "cromo tetracarbonile" per reazioni con leganti fosfinici. Un altro esempio è il dimero [RhCl(norbornadiene)]2, analogo del dimero con il 1,5-cicloottadiene, ampiamente usato nella catalisi omogenea. Un esempio di complesso con il metallo allo stato di ossidazione +2 (stato meno usuale) è quello del diteflato di (norbornadiene)Pt(II).

## Sicurezza
Il norbornadiene è un composto volatile e facilmente infiammabile. Di odore sgradevole, è irritante per pelle, occhi, e mucose. Non ci sono dati che indichino proprietà cancerogene.